# Czerna (Glogovia, Baja Silesia)
Czerna (alemán: Alteichen) es una localidad del distrito de Głogów, en el voivodato de Baja Silesia (Polonia). Se encuentra en el suroeste del país, dentro del término municipal de Żukowice, a unos 8 km al noroeste de la localidad homónima y sede del gobierno municipal, a unos 14 al noroeste de Głogów, la capital del distrito, y a unos 103 al noroeste de Breslavia, la capital del voivodato. En 2011, según el censo realizado por la Oficina Central de Estadística polaca, su población era de 250 habitantes. Czerna perteneció a Alemania hasta 1945.